# Алпи
Алпи (фр. Alpes, словен. Alpe) су заједнички назив за највиши планински масив у Европи, који је протеже од Аустрије и Словеније на истоку, кроз Италију, Швајцарску, Лихтенштајн и Немачку до Француске на западу. Алпи су најгушће насељен планински венац у Европи који се простире на 200.000 km². Важни извори економских прихода су туризам, млекарство, шумарство, производња електричне енергије и производња соли из руде соли. Због скраћених транзитних путева који повезују централну и јужну Европу, Алпи су били веома важан пут за трговце још из древних времена. Реч Алпи значи „планине”. Највиши врх на Алпима је Монблан који се налази на 4.810 m на француско-италијанској граници.
Планине су формиране током више од десет милиона година колизијом Афричке и Евроазијске тектонске плоче. Екстремна сужавања узрокована овим догађајима резултирала су у подизању морских седиментних стена путем навлачења и набирања у високе планинске врхове као што су Монблан и Матерхорн. Област Алпског региона садржи око сто врхова виших од 4.000 m.
Висина и величина овог планинског ланца утичу на климу у Европи; у планинама нивои падавина знатно варирају, и климатски услови се састоје од различитих зона. Дивље животиње као што је коза живе у вишим регионима до надморске висине 3400 m, и биљке као што је рунолист расту у стеновитим областима у на мањој надморској висини као и вишим елевацијама. Постоји евиденција да су људи настањивали Алпе још од палеолитског доба. Мумификовани човек, за кога је утврђено да је 5.000 година стар, је откривен у леднику на аустријско–италијанској граници 1991. године.
До 6. века п. н. е, келтска Латенска култура је била добро успостављена. Ханибал је познат по преласку Алпа са крдом слонова. Римљани су имали насеља у овом региону. Године 1800, Наполеон је прешао кроз један од планинских пролаза са армијом од 40.000 људи. У 18. и 19. веку дошло је прилива натуралиста, писаца и уметника, а посебно током ере романтизма, а томе је следило златно доба алпинизма током кога су планинари почели да освајају врхове. У Другом светском рату Адолф Хитлер је држао базу операције у Баварским Алпима током рата.
Алпски регион има снажан културни идентитет. Традиционалне културе пољопривреде, прављења сира, и обраде дрвета још увек постоје у алпским селима, иако је туристичка индустрија почела да узима маха почетком 20. века и проширила се након Другог светског рата, да би до краја века постала доминантна индустрија. Зимске олимпијске игре су одржане у швајцарским, француским, италијанским, аустријским и немачким Алпима. У овом региону живи око 14 милиона људи, и регион има око 120 милиона посетилаца годишње.

## Етимологија и топонимија
Реч Алпи изведена је из латинске речи Alpes. Мауро Сервије Хонорат, антички коментатор Вергилија, наводи у свом коментару (A. X 13) да Келти све планине називају Алпима. Могуће је да је термин био уобичајен у итало-келтском, пошто келтски језици имају термине за високе планине изведене из корена алп.
Ово је у складу са теоријом да су у грчком језику Алпи име које није индоевропског порекла (што је уобичајено за истакнуте планине и планинске ланце у медитеранском региону). Према староенглеском речнику, латински Алпи су вероватно изведени из праиндоевропске речи *alb са значењем „брдо”; реч Албанија је изведена на сличан начин. Назив Албанија није изворан у региону који је познат као земља Албанија, већ је кориштен за низ планинских области широм Европе. У римска времена, Албанија је била име за источни Кавказ, док је у енглеском језику реч Албанија (или Albany) повремено кориштена као име за Шкотску, мада многи научници напомињу да је вероватније изведена из латинске речи albus, за белу боју.
У модерним језицима се термин alp, alm, albe или alpe односи на пашњаке у алпским регионима испод глечера, а не на врхове. Реч алп се односи на високопланинске пашњаке, где се стока одводи на испашу током летњих месеци и где се могу наћи штале са сеном, и термин Алпи који се односи на планине, је погрешан. Термин за планинске врхове варира у зависности од нације и језика: речи као што су Horn, Kogel, Kopf, Gipfel, Spitze, Stock, и Berg се користе у регионима где се говори немачки; Mont, Pic, Tête, Pointe, Dent, Roche, и Aiguille у регионима где се говори француски; и Monte, Picco, Corno, Punta, Pizzo, или Cima у италијанском говорном подручју.

## Географија
Алпи су планинска формација у облику полумесеца у централној Европи чија дужина лука је 800 km од истока ка западу и има ширину од 200 km. Средња висина планинских врхова је 2,5 km. Овај планински венац се протеже од Средоземног мора северно изнад слива реке По, пружајући се кроз Француску од Гренобла, и идући на исток кроз средњу и јужну Швајцарску. Ланац се наставља ка Бечу у Аустрији, и на исток до Јадранског мора и Словеније. На југу дотиче северну Италију, а на северу се протеже до јужне границе Баварске у Немачкој. У областима као што су Кјасо у Швајцарској, и Алгој у Баварској, јасна су разграничења између планинског венца и равничарских поља; на другим местима као што је Женева, демаркација је мање јасна. Земље са највећом алпском територијом су Швајцарска, Француска, Аустрија и Италија.
Највећи део распона је подељен глацијалним коритом долине Роне, са Пенинским Алпима од Монблана до Матерхорна и Монте Роза на јужној страни, и Бернских Алпа на северу. Врхови у источном делу опсега, у Аустрији и Словенији, су мањи од оних у централном и западном делу.
Разлике у номенклатури у региону обухваћеном Алпима чине класификацију планина и подрегија тешком, али општа класификација је она са Источним Алпима и Западним Алпима са раздвајањем између њих које се јавља у источној Швајцарској, према геологу Стефану Шмиду, у близини Сплишког пролаза.
Највиши врхови Западних и Источних Алпа су, Монблан са 4810 m и Пиз Бернина са 4049 m. Други највиши врхови су Монте Роза са 4634 m и Ортлер са 3905 m.
Серија нижих планинских ланаца иде паралелно с главним ланцем Алпа, укључујући Француске Преалпе у Француској и Јура планине у Швајцарској и Француској. Секундарни ланац Алпа следи вододелницу од Медитеранског мора до Бечких шума, пролазећи преко многих највиших и најбоље знаних врхова Алпа. Од Кол ди Кадибона до Кол де Тенде вододелница иде ка западу, пре него што заокрене ка северозападу и затим, у близини Кол дела Мадалене ка северу. Након досезања Швајцарске границе, линија главног ланца иде приближно у правцу исток-североисток, следећи га до околине Беча.

## Пролази
Алпи су прелажени ради рата и трговине. Прелазили су их ходочасници, студенти и туристи. Прелазне руте цестом, железницом или пешке су познате као пролази и обично се састоје од депресија у планинама у којима долина води из равница и брдовите припланинске зоне. У средњовековном периоду разни религиозни редови су успоставили домове за немоћне при врховима већине главних пролаза. Најважнији пролази су Кол де л’Изеран (највиши), Бренеров пролаз, Мон-Сенис, Пролаз великог Сент Бернарда, Кол де Тенде, Готхард пролаз, Семеринг пролаз, Симплон пролаз, и Стелвио пролаз. На италијанско-аустријској граници, Бренеров пролаз раздваја Ецталске и Зилерталске Алпе и био је кориштен као трговачка рута од 14. века. Најнижи алпски пролаз на 985 m је Семериншки пролаз из Доње Аустрије у Штајерску. Овде је у 12. веку изграђен дом за немоћне и од тада је у константној употреби. Железница са тунелом дугим 1 mi (1,6 km) је изграђена дуж руте пролаза средином 19. века. Са врхом на 2.469 m, Велики Сент Бернардов пролаз је један од највиших у Алпима, а на том месту је развијена раса паса Бернардинац. Он прелази преко италијанско-швајцарске границе источно од Пенинских Алпа дуж обронака Монблана. Овај пролаз је користио Наполеон I Бонапарта да пређе са 40.000 војника 1800. године.
Историјски најзначајнији алпски превој Готард, који је чинио главну везу између предјела сјеверно од Алпа и Италије и јужне Европе. Најдужи тунел на свијету, Готардски базни тунел, изграђен је управо испод масива Готард и истоименог превоја.
Швајцарски кантон Граубинден је познат по својим планинским превојима, због којих је често освајан. Данас превоји Граубиндена у Ретијским Алпима чине везу између његових многобројних долина, а најзначајнији превоји су Обералп, Јулијер, Албула, Шплиген, Флиела и Бернина.
Пролаз Мон-Сенис је био главни привредни и војни пут између Запане Европе и Италије. Овим прелазом су прешле многе армије на путу до италијанског полуострва. Од Константина I, Пипина Малог и Карла Великог до Хајнриха IV, Наполеона и у ближој прошлости немачке планинске пешадије током Другог светског рата. У данашње време пролаз је био замењен Фрејуским путем (отвореним 1980) и железничким тунелом (отвореним 1871).

## Западни Алпи
Монблан је с висином од 4.810 м највиши врх у Француској и други по величини у Европи. Дуго је година навођен и као највиши врх Европе, но тумачењем одређења Европе као континента од Атлантског океана до Урала и Кавказа, која су у последње време опет постала актуална, Елбрус му је одузео тај наслов.
Највећи ледник Алпа је Алеч (23 x 1,5 x 0,9 km) на швајцарској планини Јунгфрау (4.270 м). Арена Сардона или Навлака Гларус је највећа навлака (повратни расед који настаје скоро хоризонталним падом површинског тла) на Алпима која се такође налази у источној Швајцарској. Фуркапас је високопланински цестовни превој у швајцарским Алпима на надморској висини од 2.436 m који Фурка тунелом (дужине 15,4 km) спаја Глеч и Вале са Реалпом у кантону Ури. У његовој близини се налази Ледник Роне који је извор реке Роне и један од главних дотока Женевског језера. Симплонски превој је 2.008 m висок планински превој између Пенинских и Лепонтинских Алпа који повезује Бриг у кантону Вале с Домодосолом у италијанској регији Пијемонт.
Матерхорн (Monte Cervino, Mont Cervin) је планина на граници између Швајцарске и Италије (Пенински Алпи), висине 4.478 m, који је последњи од виших врхова Алпа који је освојен.

## Источни Алпи
Швапска Јура или Швапски Алпи су кршно-шумовито брдско подручје у југозападној Немачкој, у савезној држави Баден-Виртемберг. Дужина горја износи око 200 km, ширина у просеку приближно 40 km, а највиши врх је Лемберг (1015 м).
Хохер Дахштајн је кршка планина, други највиши врх Северних кршких Алпа. Налази се на граници две аустријске савезне државе, Горња Аустрија и Штајерска, у којима је он највиши врх (2.995 м). Делови његовог масива леже и у држави Салзбург, те је често зову „Планином три државе” (нем. Drei-Länder-Berg). Највећи ледник у Аустрији, Пастерзе, лежи у подножју највишег аустријског врха, Гросглокнера (3.798 м) који је део планинског венца Високог Тауерна. Ецталски Алпи су планински масив и природна граница Италије и Аустрије. Највиши врх је Вилдшпитце (3.774 m), који је и уједно други по величини врх у Аустрији иза Гросглокнера.
Доломити или Доломитски Алпи су скуп планина у источним Алпима у североисточној Италији; по њима је прозван камен доломит.
Јулијски Алпи су група планина у јужном делу Алпа, у северозападној Словенији и у североисточној Италији, а име су добиле по Гају Јулију Цезару. Највиши врх Јулијских Алпа је Триглав с 2.864 m надморске висине, који је уједно и највиши врх Словеније.

## Алпски ледници
За Алпе су карактеристични ледници. Ледници настају изнад снежне границе. Снег се временом накупља и сабија у здепастим удубљењима, цирковима. Испред чела ледника таложе се одломци стеновитог материјала различите величине морене. После повлачења алпских ледника остале су ледничке долине и моренски наноси. Иза моренских бедема формирала су се бројна алпска језера.

## Фауна
Животињски свет на Алпима садржи следеће врсте:
- Планински попић
- Дивокоза
- Жутокљуна галица
- Алпски козорог
- Чавка
- Мрмот
- Планински зец
- Алпска снежница
- Црвени јелен
- Гаћаста кукумавка

Животиње су најбројније у 15% територије Алпа који припадају резерватима и националним парковима.